# Crazy Frog

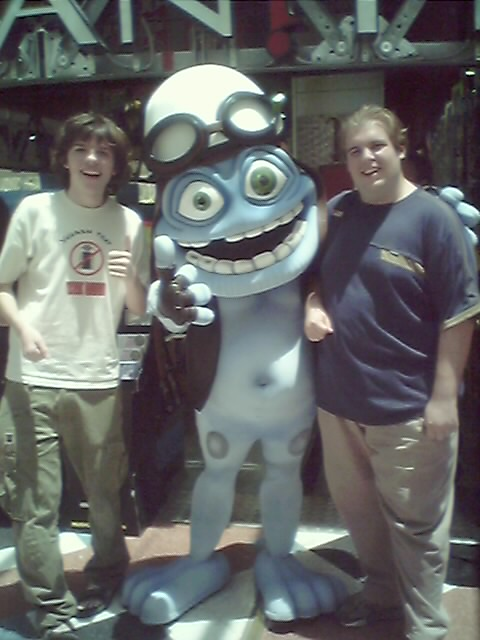
„Crazy Frog“ in Sydney

Crazy Frog (deutsch: „Verrückter Frosch“) ist eine Animationsfigur, die im gleichnamigen Werbespot für einen Klingelton der damaligen Firma Jamba! Anfang der 2000er Jahre vorkam. Das Werbevideo setzte auf der Computeranimation The Annoying Thing (deutsch: „Das nervige Ding“) des Schweden Erik Wernquist auf. Die Animation begleitete die Nachahmung des Geräusches eines Moped-Zweitaktmotors durch Daniel Malmedahl. Der dazugehörige Jingle und anbindende Songs erreichten Chartpositionen in vielen Ländern; der Crazy-Frog-YouTube-Kanal belegt Platz 4 der meistabonnierten deutschen YouTube-Kanäle (Stand April 2022).

## Beschreibung
Der Crazy Frog ist ein anthropomorpher Frosch, der einen offenen weißen Motorradhelm, eine Lederjacke und eine Windschutzbrille trägt. Der Frosch hat ferner Schwimmhäute und asymmetrische, große Augen sowie einen diskutierten Genitalbereich, der seit 2006 zensiert ist.
Die Figur imitiert das Fahren und währenddessen die Geräusche eines Motorrads. Mit dem „Losfahren“ des nicht vorhandenen Gefährts schwebt der Frosch fort und hinterlässt Abgase. Die Figur verschwindet danach mit großer Geschwindigkeit in der Ferne.

## Ursprung
Im Jahr 1997 versuchte der 17 Jahre alte Schwede Daniel Malmedahl verschiedene Motorgeräusche nachzuahmen. Seine Freunde erkannten sein Talent und veröffentlichten eine Version der Imitationen auf einer Internetseite. Bald wurden die Medien auf dieses Talent aufmerksam, sodass Daniel Malmedahl seine Künste in einer Fernsehshow darbot.
Von da an verbreitete sich das Stück in Peer-to-Peer-Netzwerken unter dem Namen „2taktare“, was der schwedische Ausdruck für „Zweitakter“ ist, und wurde schnell in diverse Flash-Animationen eingearbeitet, wodurch es sich vermehrt über das Internet verbreitete. Die bekannteste Animation namens „Insanity test“ (engl. für Verrücktheitstest) verlangte vom Zuseher – der auf einen Formel-1-Wagen blickte – nicht zu lachen, während das Stück abgespielt wurde; ansonsten gelte der Zuseher als verrückt.
2003 beschloss Erik Wernquist dazu eine 3D-Animation („The Annoying Thing“) zu entwerfen, die er auf seiner Webseite präsentierte und die Quelle des Samples dort als „anonym“ angab. Er bewarb sich erfolgreich beim Animationsstudio „Kaktus Film“. Als Daniel Malmedahl davon erfuhr, kontaktierte er Erik Wernquist, der ihm daraufhin eine Entschädigung für die Nutzung seines Stückes zahlen musste. Ein Jahr später wurden schließlich externe Firmen auf das nervige Ding aufmerksam und wollten es für Marketingzwecke nutzen. Eine von ihnen war Jamba.

## Klingelton
Jamba! erwarb 2004 die Lizenz zum Vertrieb der Animation als Klingelton vom Vorbesitzer VeriSign. In diversen Medien wurde anhand der Animation unter dem neuen Titel „The Crazy Frog“ der zugehörige Klingelton „Axel F“ beworben. Es wird geschätzt, dass die Firma allein mit diesem Klingelton 15 Millionen Euro Gewinn erzielt hat.
In Anlehnung an diese Kampagne wurden zahlreiche ähnliche animierte Kampagnen gestartet.
Nach der ersten Version, bei der er nach Zweitaktmotor-Geräuschen mit Abgasen verschwindet, und der zweiten Version („Axel F.“ mit Geräuschen) folgte im Juli 2005 die nächste Froschanimation, der „Popcorn Mix“, bei dem der Crazy Frog in einer Disco Platten auflegt und am Ende auch eine im Mund hat. Vom dritten Video des Crazy Frogs gibt es zwei Versionen: den oben beschriebenen „Popcorn Mix“ und das „Madagascar“-Filmlied „I Like to Move It“. Das Video ist bei beiden gleich, jedoch singt „Crazy Frog“ zwei verschiedene Titel.

## Kontroverse
Gegen die Werbekampagne „Crazy Frog“, wie schon gegen andere Kampagnen zur Werbung für Klingeltöne – bevorzugt auf Musiksendern –, wurden zahlreiche Beschwerden laut. Ende 2005 wurde in Großbritannien 338 Kunden Schadensersatz zugesprochen, da Hinweise auf Klingelton-Abos zu kurz und lediglich in kleiner Schrift in der Fernsehwerbung des Anbieters erschienen. Die Summe muss allerdings der Service-Provider mBlox abtreten. Dennoch erreichten Verarbeitungen der Thematik (siehe Abschnitt Veröffentlichungen) nicht geringe Verkaufszahlen. Die Mitglieder der britischen Band Coldplay sagten, dass sie dem Frosch am liebsten einen Schenkel abtrennen und essen würden, da aufgrund des Crazy Frogs Coldplays Single Speed of Sound nicht auf Platz 1 der britischen Charts stieg.

## Veröffentlichungen
Der Track „Crazy Frog – Axel F.“, ursprünglich vom Produzententeam Andreas Dohmeyer/Matthias Wagner/Mark Wippersteg/Simon Hornung alias „Off-cast Project“ produziert und später vom Mülheimer Produzententeam Reith/Kroll/Raith alias „Bass Bumpers“ (Bump Recordings) durch den „Zweitakt“-Sound erweitert, wurde am 23. Mai 2005 in England auf Gusto Records veröffentlicht. Hierfür wurde der „Zweitakt“-Sound mit dem Thema des Film-Musikstückes „Axel F“ (Beverly Hills Cop) von Harold Faltermeyer kombiniert.
Am 30. Mai 2005 erreichte der „Crazy Frog“ Platz 1 in den britischen Charts. In der englischen Presse wurde der vermeintliche Untergang der abendländischen Kultur gesehen und zum Boykott und zum Verbot des Amphibiums aufgerufen. Der Frosch landete in der Folgezeit europaweit in den Top Ten und in einigen Ländern (Belgien, Irland u. a.) auf Platz 1. Das Album Crazy Hits wurde anschließend veröffentlicht. Darauf sind sowohl bekannte als auch neue Stücke wie Pinocchio oder Whoomp.
Eine Neuauflage der Animation in Kombination mit dem Stück Axel F wurde hergestellt von „Kaktus Film“ und Erik Wernquist, dem Produzenten der ersten Animation „The Annoying Thing“. Das aus der Neuproduktion hervorgegangene Musikvideo mit dem Titel „Axel Frog“ beinhaltet die bekannte Figur, die von einem Kopfgeldjäger gejagt wird, weil sie die nervigste Figur auf der Welt sei (Anlehnung an engl.: „the annoying thing“ - übersetzt: „das nervende Ding“).
Im Dezember 2005 kam in Deutschland das Videospiel für den Game Boy Advance „Crazy Frog Racer feat. The Annoying Thing“ auf den Markt. Außerdem wurden die Spiele „Crazy Frog Racer“ für PC, PlayStation 2, Nintendo DS und Game Boy Advance und „Crazy Frog Racer 2“ 2006 für PC und PlayStation 2 veröffentlicht.
Erst 2009 wurde das Video auf YouTube hochgeladen. Bis zu seinen ersten 500 Millionen Aufrufen brauchte es über sieben Jahre; nach weiteren acht Monaten wurde die Marke von einer Milliarde erreicht. 2018 erreichte es durchschnittlich zwei Millionen Aufrufe pro Tag. Ende 2019 hatte das Video über 2,5 Milliarden Aufrufe.

## Diskografie

### Studioalben
| Jahr | Titel                                                     | Höchstplatzierung, Gesamtwochen, AuszeichnungChartplatzierungen (Jahr, Titel, Platzierungen, Wochen, Auszeichnungen, Anmerkungen) | Höchstplatzierung, Gesamtwochen, AuszeichnungChartplatzierungen (Jahr, Titel, Platzierungen, Wochen, Auszeichnungen, Anmerkungen) | Höchstplatzierung, Gesamtwochen, AuszeichnungChartplatzierungen (Jahr, Titel, Platzierungen, Wochen, Auszeichnungen, Anmerkungen) | Höchstplatzierung, Gesamtwochen, AuszeichnungChartplatzierungen (Jahr, Titel, Platzierungen, Wochen, Auszeichnungen, Anmerkungen) | Höchstplatzierung, Gesamtwochen, AuszeichnungChartplatzierungen (Jahr, Titel, Platzierungen, Wochen, Auszeichnungen, Anmerkungen) | Anmerkungen                              | [↑]: gemeinsam behandelt mit vorhergehendem Eintrag; [←]: in beiden Charts platziert |
| Jahr | Titel                                                     | DE | AT | CH | UK | US | Anmerkungen                              |                                                                                      |
| ---- | --------------------------------------------------------- | --- | --- | --- | --- | --- | ---------------------------------------- | ------------------------------------------------------------------------------------ |
| 2005 | Crazy Hits                                                | DE6 (18 Wo.)DE | AT2 (13 Wo.)AT | CH4 Gold · (26 Wo.)CH | UK5 Gold · (8 Wo.)UK | US19 (12 Wo.)US | Erstveröffentlichung: 1. August 2005     |                                                                                      |
| 2005 | Crazy Hits – Crazy Christmas Edition[DE: ↑][AT: ↑][CH: ↑] | DE6 (18 Wo.)DE | AT2 (13 Wo.)AT | CH4 Gold · (26 Wo.)CH | UK75 (2 Wo.)UK[US: ↑] | US19 (12 Wo.)US | Erstveröffentlichung: 23. November 2005  |                                                                                      |
| 2006 | More Crazy Hits                                           | DE17 (9 Wo.)DE | AT6 (9 Wo.)AT | CH14 (11 Wo.)CH | UK64 (1 Wo.)UK | US40 (7 Wo.)US | Erstveröffentlichung: 7. Juli 2006       |                                                                                      |
| 2009 | Everybody Dance Now                                       | — | — | — | — | — | Erstveröffentlichung: 28. September 2009 |                                                                                      |

### Kompilationen
- 2009: Best of Crazy Hits

### Singles
| Jahr | Titel Album                                                               | Höchstplatzierung, Gesamtwochen, AuszeichnungChartplatzierungen (Jahr, Titel, Album, Platzierungen, Wochen, Auszeichnungen, Anmerkungen) | Höchstplatzierung, Gesamtwochen, AuszeichnungChartplatzierungen (Jahr, Titel, Album, Platzierungen, Wochen, Auszeichnungen, Anmerkungen) | Höchstplatzierung, Gesamtwochen, AuszeichnungChartplatzierungen (Jahr, Titel, Album, Platzierungen, Wochen, Auszeichnungen, Anmerkungen) | Höchstplatzierung, Gesamtwochen, AuszeichnungChartplatzierungen (Jahr, Titel, Album, Platzierungen, Wochen, Auszeichnungen, Anmerkungen) | Höchstplatzierung, Gesamtwochen, AuszeichnungChartplatzierungen (Jahr, Titel, Album, Platzierungen, Wochen, Auszeichnungen, Anmerkungen) | Anmerkungen                                                                                              |
| Jahr | Titel Album                                                               | DE | AT | CH | UK | US | Anmerkungen                                                                                              |
| ---- | ------------------------------------------------------------------------- | --- | --- | --- | --- | --- | --- |
| 2005 | Axel F Crazy Hits                                                         | DE3 (23 Wo.)DE | AT2 (23 Wo.)AT | CH1 Platin · (42 Wo.)CH | UK1 Platin · (17 Wo.)UK | US50 ×2Doppelplatin · (7 Wo.)US | Erstveröffentlichung: 13. Juni 2005 Original: Harold Faltermeyer                                         |
| 2005 | Popcorn Crazy Hits                                                        | DE35 (9 Wo.)DE | AT19 (13 Wo.)AT | CH6 (23 Wo.)CH | UK12 (8 Wo.)UK | — | Erstveröffentlichung: 28. Oktober 2005 Original: Gershon Kingsley                                        |
| 2005 | Jingle Bells* / U Can’t Touch This** Crazy Hits – Crazy Christmas Edition | — | — | — | UK5 (5 Wo.)UK | — | Erstveröffentlichung: Dezember 2005 *Original: James Lord Pierpont **Original: Rick James bzw. MC Hammer |
| 2006 | We Are the Champions (Ding A Dang Dong) More Crazy Hits                   | DE10 (11 Wo.)DE | AT4 (14 Wo.)AT | CH5 (23 Wo.)CH | UK11 (8 Wo.)UK | — | Erstveröffentlichung: 16. Juni 2006 Original: Queen                                                      |
| 2006 | Last Christmas Crazy Hits – Crazy Christmas Edition                       | — | — | — | UK16 (3 Wo.)UK | — | Erstveröffentlichung: Dezember 2006 Original: Wham!                                                      |
| 2007 | Crazy Frog in the House More Crazy Hits                                   | DE22 (9 Wo.)DE | AT17 (9 Wo.)AT | CH19 (10 Wo.)CH | — | — | Erstveröffentlichung: 12. Januar 2007                                                                    |

Weitere Singles
- 2009: Daddy DJ (Original von Daddy DJ)
- 2009: Cha Cha Slide
- 2009: Safety Dance
- 2010: Ding Dong Song
- 2021: Tricky

### Videoalben
- 2010: Crazy Frog Presents Crazy Video Hits (enthält alle Musikstücke und Musikvideos von Crazy Frog)

## Auszeichnungen für Musikverkäufe
| Goldene Schallplatte - Australien - 2005: für das Album Crazy Hits - 2005: für die Single Jingle Bells - 2005: für die Single Popcorn - Belgien - 2005: für das Album Crazy Hits - 2006: für die Single We Are the Champions (Ding A Dang Dong) - Dänemark - 2005: für die Single Axel F - 2006: für das Album More Crazy Hits - 2023: für die Single Axel F - Frankreich - 2005: für das Album Crazy Hits - 2006: für die Single We Are the Champions (Ding A Dang Dong) - 2007: für das Album More Crazy Hits - Neuseeland - 2005: für die Single Jingle Bells - 2007: für das Album More Crazy Hits - Polen - 2006: für das Album Crazy Platinum Collection Platin-Schallplatte - Dänemark - 2005: für das Album Crazy Hits - Finnland - 2005: für das Album Crazy Hits - Neuseeland - 2006: für die Single Popcorn - Schweden - 2005: für die Single Axel F - 2005: für das Album Crazy Hits | 2× Platin-Schallplatte - Australien - 2005: für die Single Axel F - Belgien - 2005: für die Single Axel F - Kanada - 2006: für das Album Crazy Hits - Neuseeland - 2005: für die Single Axel F - Polen - 2006: für das Album Crazy Hits - Portugal - 2005: für das Album Crazy Hits 3× Platin-Schallplatte - Neuseeland - 2006: für das Album Crazy Hits Diamantene Schallplatte - Frankreich - 2005: für die Single Axel F - 2005: für die Single Popcorn |

Anmerkung: Auszeichnungen in Ländern aus den Charttabellen bzw. Chartboxen sind in ebendiesen zu finden.
| Land/RegionAuszeichnungen für Musikverkäufe (Land/Region, Auszeichnungen, Verkäufe, Quellen) | Gold       | Platin       | Diamant     | Verkäufe  | Quellen                   |
| -------------------------------------------------------------------------------------------- | ---------- | ------------ | ----------- | --------- | ------------------------- |
| Australien (ARIA)                                                                            | 3× Gold3   | 2× Platin2   | —           | 245.000   | aria.com.au               |
| Belgien (BRMA)                                                                               | 2× Gold2   | 2× Platin2   | —           | 150.000   | ultratop.be               |
| Dänemark (IFPI)                                                                              | 3× Gold3   | Platin1      | —           | 109.000   | ifpi.dk                   |
| Finnland (IFPI)                                                                              | —          | Platin1      | —           | 31.414    | ifpi.fi                   |
| Frankreich (SNEP)                                                                            | 3× Gold3   | —            | 2× Diamant2 | 1.375.000 | infodisc.fr               |
| Kanada (MC)                                                                                  | —          | 2× Platin2   | —           | 200.000   | musiccanada.com           |
| Neuseeland (RMNZ)                                                                            | 2× Gold2   | 6× Platin6   | —           | 87.500    | aotearoamusiccharts.co.nz |
| Polen (ZPAV)                                                                                 | Gold1      | 2× Platin2   | —           | 50.000    | olis.pl                   |
| Portugal (AFP)                                                                               | —          | 2× Platin2   | —           | 40.000    | Einzelnachweise           |
| Schweden (IFPI)                                                                              | —          | 2× Platin2   | —           | 80.000    | sverigetopplistan.se      |
| Schweiz (IFPI)                                                                               | Gold1      | Platin1      | —           | 60.000    | hitparade.ch              |
| Vereinigte Staaten (RIAA)                                                                    | —          | 2× Platin2   | —           | 2.000.000 | riaa.com                  |
| Vereinigtes Königreich (BPI)                                                                 | Gold1      | Platin1      | —           | 700.000   | bpi.co.uk                 |
| Insgesamt                                                                                    | 16× Gold16 | 24× Platin24 | 2× Diamant2 |           |                           |